# Комбинаторика
Комбинато́рика — раздел математики, посвящённый решению задач, связанных с выбором и расположением элементов некоторого (чаще всего конечного) множества в соответствии с заданными правилами. Каждое такое правило определяет некоторую выборку из элементов исходного множества, которая называется комбинаторной конфигурацией. Простейшими примерами комбинаторных конфигураций являются перестановки, сочетания и размещения.
Типичные задачи комбинаторики:
- определить количество комбинаторных конфигураций, соответствующих заданным правилам (в частности, доказать или опровергнуть их существование);
- найти практически пригодный алгоритм их полного построения;
- определить свойства заданного класса комбинаторных конфигураций.

Комбинаторика тесно связана со многими другими областями математики — алгеброй, геометрией, теорией вероятностей, теорией чисел и другими. Она применяется в самых различных областях знаний, например, в генетике, информатике, статистике, статистической физике, лингвистике, музыке.
Термин «комбинаторика» был введён в математический обиход в 1666 году Лейбницем в труде «Рассуждения о комбинаторном искусстве».

## Примеры комбинаторных конфигураций и задач
Для формулировки и решения комбинаторных задач используют различные модели комбинаторных конфигураций. Примерами комбинаторных конфигураций являются:
- Размещением из {\displaystyle n} элементов по {\displaystyle k} называется упорядоченный набор из {\displaystyle k} различных элементов некоторого {\displaystyle n}-элементного множества.
- Перестановкой из {\displaystyle n} элементов (например чисел 1, 2, … {\displaystyle n}) называется всякий упорядоченный набор из этих элементов. Перестановка также является размещением из {\displaystyle n} элементов по {\displaystyle n}.
- Сочетанием из {\displaystyle n} по {\displaystyle k} называется набор {\displaystyle k} элементов, выбранных из данных {\displaystyle n} элементов. Наборы, отличающиеся только порядком следования элементов (но не составом), считаются одинаковыми, этим сочетания отличаются от размещений.
- Композицией числа {\displaystyle n} называется всякое представление {\displaystyle n} в виде упорядоченной суммы целых положительных чисел.
- Разбиением числа {\displaystyle n} называется всякое представление {\displaystyle n} в виде неупорядоченной суммы целых положительных чисел.

Примеры комбинаторных задач:
1. Сколько имеется способов разместить {\displaystyle n} предметов по {\displaystyle m} ящикам, чтобы выполнялись заданные ограничения?
2. Сколько существует функций {\displaystyle F} из {\displaystyle m}-элементного множества в {\displaystyle n}-элементное, удовлетворяющих заданным ограничениям?
3. Сколько существует различных перестановок из 52 игральных карт?
Ответ: 52! (52 факториал), то есть 80 658 175 170 943 878 571 660 636 856 403 766 975 289 505 440 883 277 824 000 000 000 000,

или примерно {\displaystyle 8{,}0658\cdot 10^{67}.}
1. При игре в кости бросаются две кости, и выпавшие очки складываются; сколько существует комбинаций, в которых сумма очков на верхних гранях равна двенадцати?
Решение: Каждый возможный исход соответствует функции {\displaystyle F:\{1,2\}\to \{1,2,3,4,5,6\}} (аргумент функции — это номер кости, значение — очки на верхней грани). Очевидно, что лишь 6 + 6 даёт нам нужный результат 12. Таким образом, существует всего одна комбинация, при которой сумма очков на верхних гранях равна двенадцати.

## История

### Древность и средние века
Основные комбинаторные понятия и вычислительные результаты появились в древнем мире. Классическая задача комбинаторики: «сколько есть способов извлечь {\displaystyle m} элементов из {\displaystyle N} возможных» упоминается ещё в сутрах древней Индии (начиная примерно с IV века до н. э.). Индийские математики, видимо, первыми открыли биномиальные коэффициенты и их связь с биномом Ньютона. Во II веке до н. э. индийцы знали, что сумма всех биномиальных коэффициентов степени {\displaystyle n} равна {\displaystyle 2^{n}}.
Комбинаторные мотивы можно заметить в символике китайской «Книги Перемен» (V век до н. э.). По мнению её авторов, всё в мире комбинируется из различных сочетаний мужского и женского начал, а также восьми стихий: земля, горы, вода, ветер, гроза, огонь, облака и небо. Историки отмечают также комбинаторные проблемы в руководствах по игре в Го и другие игры. Большой интерес математиков многих стран с древних времён неизменно вызывали магические квадраты.
Античные греки также рассматривали отдельные комбинаторные задачи, хотя систематическое изложение ими этих вопросов, если оно и существовало, до нас не дошло. Хрисипп (III век до н. э.) и Гиппарх (II век до н. э.) подсчитывали, сколько следствий можно получить из 10 аксиом; методика подсчёта нам неизвестна, но у Хрисиппа получилось более миллиона, а у Гиппарха — более 100000. Аристотель при изложении своей логики безошибочно перечислил все возможные типы трёхчленных силлогизмов. Аристоксен рассмотрел различные чередования длинных и коротких слогов в стихотворных размерах. Какие-то комбинаторные правила пифагорейцы, вероятно, использовали при построении своей теории чисел и нумерологии (совершенные числа, фигурные числа, пифагоровы тройки и др.).
В Средние века комбинаторика также продолжала развиваться, в основном, за пределами европейской цивилизации. В XII веке индийский математик Бхаскара в своём основном труде «Лилавати» подробно исследовал задачи, связанные с перестановками и сочетаниями, включая перестановки с повторениями. Другой индийский математик, Махавира (середина IX века), опубликовал формулы для числа перестановок и сочетаний, причём эти формулы, возможно, были знакомы индийским математикам ещё в VI веке н. э. Философ и астроном рабби Авраам ибн Эзра (около 1140 года) подсчитал число размещений с перестановками в огласовках имени Бога. Он же установил симметрию биномиальных коэффициентов. Точную формулу для них обнародовал позже талмудист и математик Леви бен Гершом (более известный как Герсонид) в 1321 году.
Несколько комбинаторных задач содержит «Книга абака» (Фибоначчи, XIII век). Например, он поставил задачу найти наименьшее число гирь, достаточное для взвешивания любого товара весом от 1 до 40 фунтов.

### Новое время

Треугольник Паскаля

Блез Паскаль много занимался биномиальными коэффициентами и открыл простой способ их вычисления: «треугольник Паскаля». Позднее выяснилось, что этот способ был уже известен на Востоке (примерно с X века) и он назывался арифметическим треугольником. Паскаль, в отличие от предшественников, строго изложил и доказал свойства этого треугольника. Арифметический треугольник представляет собой графическую диаграмму, показывающую отношения между биномиальными коэффициентами. Позже, в средневековой Англии, кампанология предоставила примеры того, что теперь известно как гамильтоновы циклы в графах Кэли на перестановках.
В эпоху Возрождения, наряду с прочими науками, комбинаторика начала стремительное развитие. Джероламо Кардано написал проницательное математическое исследование игры в кости, опубликованное посмертно. Теорией этой игры занимались также Никколо Тарталья и Галилео Галилей. История теории вероятностей началась с переписки заядлого игрока шевалье де Мерэ с Пьером Ферма и Блезом Паскалем, где были затронуты несколько тонких комбинаторных вопросов. Помимо азартных игр, комбинаторные методы использовались (и продолжают использоваться) в криптографии — как для разработки шифров, так и для их взлома.
Сам термин «комбинаторика» придумал Лейбниц, он считается основоположником современной комбинаторики. В 1666 году (ему было тогда 20 лет) опубликовал книгу «Рассуждения о комбинаторном искусстве». Правда, термин «комбинаторика» Лейбниц понимал чрезмерно широко, включая в него всю конечную математику и даже логику. Ученик Лейбница Якоб Бернулли, один из основателей теории вероятностей, изложил в своей книге «Искусство предположений» (1713) множество сведений по комбинаторике.
В этот же период формируется терминология новой науки. Термин «сочетание» (combination) впервые встречается у Паскаля (1653, опубликован в 1665 году). Термин «перестановка» (permutation) употребил в указанной книге Якоб Бернулли (хотя эпизодически он встречался и раньше). Бернулли использовал и термин «размещение» (arrangement).
После появления математического анализа обнаружилась тесная связь комбинаторных и ряда аналитических задач. Абрахам де Муавр и Джеймс Стирлинг нашли формулы для аппроксимации факториала.
Окончательно комбинаторика как самостоятельный раздел математики оформилась в трудах Эйлера. Он детально рассмотрел, например, следующие проблемы:
- задача о ходе коня;
- задача о семи мостах, с которой началась теория графов;
- построение греко-латинских квадратов;
- обобщённые перестановки.

Кроме перестановок и сочетаний, Эйлер изучал разбиения, а также сочетания и размещения с условиями.

### Современное состояние
Работы Паскаля, Ньютона, Якоба Бернулли и Эйлера стали фундаментальными в развитии этой области. В наше время работы Дж. Дж. Сильвестра (конец XIX века) и Перси Макмэна (начало XX века) помогли заложить основы перечислительной и алгебраической комбинаторики. Теория графов также вызывала растущий интерес, особенно в связи с теоремой о четырёх красках и задачами экономики.
Во второй половине XX века комбинаторика пережила новый бурный рост, что было связано с быстрым развитием дискретной математики, информатики, кибернетики и планирования эксперимента. Частично этот рост был стимулирован обнаруженными связями и приложениями в других областях математики — в алгебре, теории вероятностей, функциональном анализе, теории чисел и т. д. Эти связи стирают границы между комбинаторикой и другими областями математики, но в то же время приводят к определённой фрагментации комбинаторики.
В начале XX века началось развитие комбинаторной геометрии: были доказаны теоремы Радона, Хелли, Юнга, Бляшке, а также строго доказана изопериметрическая теорема. На стыке топологии, анализа и комбинаторики были доказаны теоремы Борсука — Улама и Люстерника — Шнирельмана. Во второй четверти XX века были поставлены проблема Борсука и проблема Нелсона — Эрдёша — Хадвигера. В 1940-х годах оформилась теория Рамсея. Отцом современной комбинаторики считается Пал Эрдёш, который ввёл в комбинаторику вероятностный анализ. Внимание к конечной математике и, в частности, к комбинаторике значительно повысилось со второй половины XX века, когда появились компьютеры. Сейчас это содержательная и быстроразвивающаяся область математики.

## Методы и разделы комбинаторики

### Перечислительная комбинаторика

Пять двоичных деревьев с 4 листьями, пример чисел Каталана

Перечислительная комбинаторика (или исчисляющая комбинаторика) рассматривает задачи о перечислении или подсчёте количества различных конфигураций (например, перестановок) образуемых элементами конечных множеств, на которые могут накладываться определённые ограничения, такие как: различимость или неразличимость элементов, возможность повторения одинаковых элементов и т. п.
Количество конфигураций, образованных несколькими манипуляциями над множеством, подсчитывается согласно правилам сложения и умножения.
Числа Фибоначчи являются типичным примером задачи в перечислительной комбинаторике, а также известная Задача о письмах. Двенадцатеричный путь обеспечивает единую структуру для подсчета перестановок, сочетаний и разбиений.

### Аналитическая комбинаторика
Аналитическая комбинаторика относится к перечислению комбинаторных структур с использованием инструментов из комплексного анализа и теории вероятностей. В отличие от перечислительной комбинаторики, которая использует явные комбинаторные формулы и производящие функции последовательности для описания результатов, аналитическая комбинаторика нацелена на получение асимптотических формул.

Плоское разбиение

### Теория разбиения
Теория разбиения изучает различные перечислительные и асимптотические задачи, связанные с разбиением натуральных чисел, и тесно связана с q-рядами, специальными функциями и ортогональными многочленами. Первоначально она была частью теории чисел и анализа, а теперь рассматривается как часть комбинаторики или самостоятельная область. Она включает в себя биективный подход, различные инструменты анализа и аналитической теории чисел, имеет также связи со статистической механикой.

Граф Петерсена

### Теория графов
Графы являются фундаментальными объектами в комбинаторике. Теория графов рассматривает перечисления (например, число {\displaystyle n} вершин с {\displaystyle k} рёбрами графа), существующие структуры (например, гамильтоновы циклы), алгебраические представления (например, имеет ли комбинаторное представление многочлен Татта {\displaystyle T_{G}(x,y)} для заданных графа {\displaystyle G} и двух чисел {\displaystyle x} и {\displaystyle y}?). Хотя между теорией графов и комбинаторикой существуют очень сильные связи, они иногда рассматриваются как отдельные предметы. В то же время комбинаторные методы применимы ко многим задачам теории графов, эти две дисциплины обычно используются для поиска решений различных типов задач.

### Теория схем
Теория схем — это исследование комбинаторных схем, которые представляют собой наборы подмножеств с определёнными свойствами пересечения. Блок схемы — это комбинаторные схемы особого типа. Эта область является одной из старейших частей комбинаторики, например, предложенная в 1850 году задача Киркмана о школьницах. Решение задачи является частным случаем системы Штейнера, системы которой играют важную роль в классификации простых конечных групп. Эта область имеет дальнейшие связи с теорией кодирования и геометрической комбинаторикой.

### Конечная геометрия
Конечная геометрия изучает геометрические системы с конечным числом точек. Структуры аналогичны тем, которые встречаются в непрерывной геометрии (евклидово или проективное пространство), но определены комбинаторно. Эта область является богатым источником примеров для теории схем.

Диаграмма Хассе, булеан —, упорядоченный по включению

### Теория порядка
Теория порядка — это изучение частично упорядоченных множеств, как конечных, так и бесконечных. Различные примеры частичных порядков встречаются в алгебре, геометрии, теории чисел и во всей комбинаторике, и теории графов. Известные классы и примеры частичных порядков включают решетки и булевы алгебры.

### Теория матроидов
Теория матроидов абстрагирует часть геометрии. Она изучает свойства множеств (обычно конечных множеств) векторов в векторном пространстве, которые не зависят от конкретных коэффициентов в линейно зависимом отношении. Не только структура, но и перечислительные свойства принадлежат теории матроидов. Теория матроидов была введена Хасслером Уитни и изучалась как часть теории порядка. В настоящее время это самостоятельная область исследований, имеющая ряд связей с другими разделами комбинаторики.

### Экстремальная комбинаторика
Экстремальная комбинаторика изучает экстремальные вопросы о системах множеств. Типы вопросов, рассматриваемых в этом случае, относятся к самому большому возможному графу, который удовлетворяет определённым свойствам. Например, самый большой граф без треугольников на {\displaystyle 2n} вершинах — это полный двудольный граф {\displaystyle K_{n,n}}. Часто бывает слишком трудно даже точно найти экстремальный ответ[уточнить] {\displaystyle f(n)} и можно дать только асимптотическую оценку.

### Теория Рамсея

Самонепересекающаяся прогулка по решетке

Теория Рамсея — ещё одна часть экстремальной комбинаторики. Она утверждает, что любая достаточно большая конфигурация будет содержать некоторый порядок и изучает наличие регулярных структур в случайных конфигурациях элементов. Это расширенное обобщение принципа Дирихле («принцип голубей и ящиков»). Примером утверждения из теории Рамсея может служить следующее:
в группе из 6 человек всегда можно найти трёх человек, которые либо попарно знакомы друг с другом, либо попарно незнакомы.
В терминах структурной комбинаторики это же утверждение формулируется так:
в любом графе с 6 вершинами найдётся либо клика, либо независимое множество размера 3.

### Вероятностная комбинаторика
Этот раздел отвечает на вопросы вида: какова вероятность присутствия определённого свойства для случайного дискретного объекта, такого как случайный граф? Например, каково среднее число треугольников в случайном графе? Вероятностные методы также используются для определения существования комбинаторных объектов с определёнными заданными свойствами (для которых явные примеры может быть трудно найти), просто наблюдая, что вероятность случайного выбора объекта с этими свойствами больше 0. Этот подход (часто называемый вероятностным методом) доказал свою высокую эффективность в приложениях экстремальной комбинаторики и теории графов. Тесно связанной областью является изучение конечных цепей Маркова, особенно на комбинаторных объектах. Здесь снова используются вероятностные инструменты для оценки времени смешивания.
Часто ассоциируемая с Палом Эрдёшем, который сделал новаторскую работу по этому предмету, вероятностная комбинаторика традиционно рассматривалась как набор инструментов для изучения задач в других частях комбинаторики. Однако с ростом приложений для анализа алгоритмов в информатике, а также классической теории вероятностей, аддитивной теории чисел и вероятностной теории чисел, эта область в последнее время выросла и стала самостоятельной областью комбинаторики.

Диаграмма Юнга формы (5, 4, 1)

### Алгебраическая комбинаторика
Алгебраическая комбинаторика — это область математики, которая использует методы абстрактной алгебры, в частности теорию групп и теорию представлений, в различных комбинаторных контекстах и, наоборот, применяет комбинаторные методы к задачам алгебры. Алгебраическая комбинаторика постоянно расширяет свой охват, как в тематических направлениях, так и в методах и может рассматриваться как область математики, где взаимодействие комбинаторных и алгебраических методов особенно сильно и существенно.

Демонстрация создания последовательности Морса — Туэ.

### Комбинаторика слов
Комбинаторика слов имеет дело с формальными языками. Она возникла самостоятельно в нескольких областях математики, в том числе в теории чисел, теории групп и теории вероятности. Она имеет приложения в перечислительной комбинаторике, фрактальном анализе, теоретической информатике, теории автоматов и лингвистике. Хотя многие приложения являются новыми, классическая иерархия Хомского классов формальных грамматик является, пожалуй, самым известным результатом в этой области.

Выпуклый правильный икосаэдр

### Комбинаторная геометрия
Геометрическая комбинаторика связана с выпуклой и дискретной геометрией, в частности с комбинаторикой многогранников. Например, она спрашивает, сколько граней каждого измерения может иметь выпуклый многогранник. Важную роль играют также метрические свойства многогранников, например, теорема Коши о жёсткости выпуклых многогранников. Рассматриваются также особые многогранники, такие как перестановочные многогранники, ассоциаэдры и многогранники Биркгофа. Комбинаторная геометрия — это старомодное название дискретной геометрии.

Пример ожерелья, разделённого на (то есть между двумя участниками дележа) и (то есть два типа бусин, имеется 8 красных и 6 зелёных). Показаны 2 разреза — один из участников получает большую секцию, а другой получает оставшиеся два куска.

### Топологическая комбинаторика
Топологическая комбинаторика применяет идеи и методы комбинаторики в топологии, при изучении раскрасок графа, справедливого дележа, разбиения, дерева принятия решений, частично упорядоченных множеств, задачи о восстановлении бус и дискретной теории Морсе. Её не следует путать с комбинаторной топологией, которая является более старым названием алгебраической топологии.

### Арифметическая комбинаторика
Арифметическая комбинаторика возникла из взаимодействия между теорией чисел, комбинаторикой, эргодической теории и гармоническим анализом. Она о комбинаторных оценках, связанных с арифметическими операциями (сложение, вычитание, умножение и деление). Аддитивная теория чисел (иногда также называемая аддитивной комбинаторикой) относится к частному случаю, когда задействованы только операции сложения и вычитания. Одним из важных методов арифметической комбинаторики является эргодическая теория динамических систем.

### Инфинитарная комбинаторика
Инфинитарная комбинаторика — применение идей и методов комбинаторики к бесконечным (в том числе, несчётным) множествам. Это часть теории множеств, область математической логики, но использует инструменты и идеи как теории множеств, так и экстремальной комбинаторики.
Джан-Карло Рота использовал название непрерывной комбинаторики для описания геометрической вероятности, поскольку существует много аналогий между подсчетом и мерой.

## Связанные области

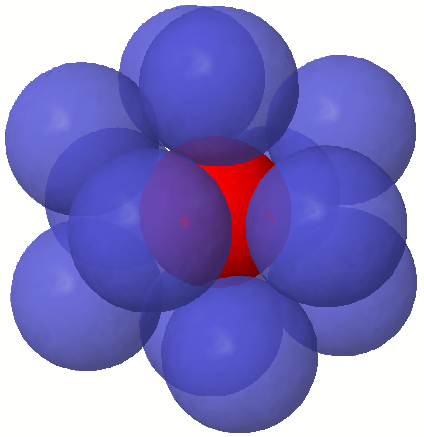
Контактное расположение сфер связано как теория кодирования с дискретной геометрией

### Комбинаторная оптимизация
Комбинаторная оптимизация — это исследование оптимизации дискретных и комбинаторных объектов. Она начиналась как часть комбинаторики и теории графов, но теперь рассматривается как раздел прикладной математики и информатики, связанный с исследованием операций, теорией алгоритмов и теорией сложности вычислений.

### Теория кодирования
Теория кодирования началась как часть теории схем с ранними комбинаторными конструкциями кодов, исправляющих ошибки. Основная идея предмета заключается в разработке эффективных и надежных методов передачи данных. Сейчас это большая область исследований, часть теории информации.

### Дискретная и вычислительная геометрия
Дискретная геометрия (также называемая комбинаторной геометрией) также началась как часть комбинаторики, с ранними результатами выпуклых многогранников и контактных чисел. С появлением приложений дискретной геометрии в вычислительной геометрии, эти две области частично слились и стали отдельной областью изучения. Остается много связей с геометрической и топологической комбинаторикой, которые сами по себе можно рассматривать как порождения ранней дискретной геометрии.

### Комбинаторика и динамические системы
Комбинаторные аспекты динамических систем — это ещё одна развивающаяся область. Здесь динамические системы могут быть определены комбинаторными объектами. См., например, динамическая система графов.

### Комбинаторика и физика
Между комбинаторикой и физикой, в частности статистической физикой, усиливается взаимосвязь. Примеры включают точное решение модели Изинга и связь между моделью Поттса с одной стороны, и хроматическими многочленами и многочленами Татте, с другой стороны.

## Открытые проблемы
Комбинаторика (в частности, теория Рамсея) содержит много известных открытых проблем, подчас с весьма несложной формулировкой. Например, неизвестно, при каком наименьшем {\displaystyle N} в любой группе из {\displaystyle N} человек найдутся 5 человек, либо попарно знакомых друг с другом, либо попарно незнакомых (хотя известно, что 49 человек достаточно).
Также есть и другие нерешённые задачи и недоказанные гипотезы:
- Гипотеза Адамара (1893): для каждого натурального {\displaystyle n}, делящегося на 4, существует вещественная матрица Адамара порядка {\displaystyle n}. Пояснение: известно, что делимость на 4 является лишь необходимым условием существования матрицы Адамара. Существуют различные методы построения вещественных матриц Адамара порядка {\displaystyle n=4k} для некоторых бесконечных серий натуральных чисел, делящихся на 4, однако они не позволяют доказать гипотезу Адамара. Наименьшим порядком, кратным 4, для которого матрица Адамара неизвестна, является {\displaystyle n=668}[10].
- Существование конечной проективной плоскости натурального порядка, не являющегося степенью простого числа.
- Гипотеза Эрдёша — Реньи. Если {\displaystyle k} — фиксированное целое число {\displaystyle k\geqslant 3}, то {\displaystyle \lim \;\inf(per(A))^{\frac {1}{n}}>1} для {\displaystyle A} из {\displaystyle \Lambda _{n}^{k}}. Здесь {\displaystyle per(A)} — перманент матрицы {\displaystyle A,\Lambda _{n}^{k}} — множество всех {\displaystyle (0,1)} — матриц порядка {\displaystyle n} c {\displaystyle k} единицами в каждой строке и каждом столбце[11].
- Числа Рамсея {\displaystyle N(q_{1},q_{2},...,q_{t};r)} для случая {\displaystyle t>2} почти не изучены[12].
- Задача нахождения минимума перманента дважды стохастической матрицы в общем случае не решена[13].
- Не известны необходимые и достаточные условия, при которых существует общая трансверсаль для трёх семейств подмножеств[14].
- Задача о числе монотонных булевых функций от {\displaystyle n} аргументов[15].

## Комбинаторика в языкознании
Комбинаторика (языкознание) — это свойство единиц языка и соответствующих им единиц речи вступать в синтагматические отношения, то есть в отношения сочетаемости.